# Lisheen Castle
Lisheen Castle (irisch Caisleán an Lisín) ist ein Landhaus nördlich von Thurles im irischen County Tipperary.

## Geschichte

### Frühe Geschichte
Die Eignerfamilie Lloyd wird im Zusammenhang mit Lisheen erstmals 1770 erwähnt. Einem John Lloyd, Esq., gehörten damals Ländereien in Lisheen, Ballyerc und Lisdonowly, die er von einem George Grace erworben hatte. Seine umfangreichen Ländereien teilte er zwischen seinen fünf Söhnen auf, wobei Frederic Lloyd die Townlands von Lisheen, Ballyerc und Lisdonowly erhielt.
Frederick ließ sich mit seiner Familie Ende des 18. Jahrhunderts in dem von Grace errichteten, georgianischen Haus in Lisheen nieder; das genaue Jahr ist nicht bekannt.

### Bau des Landhauses
Vermutlich in den 1810er-Jahren ließ Frederic nach und nach das heutige Landhaus, eine zinnenbewehrte Burg im Tudorstil, für seinen Sohn und Erben, John Lloyd, bauen. Im Jahre 1827 ist die „Burg“ erstmals im Tithe Applotment Book erwähnt. Im Lewis' Topographical Dictionary, erschienen 1837, wird Lisheen Castle als „handsome castallated building“ (dt. Schönes, zinnenbewehrtes Gebäude) bezeichnet. In Briefen von 1841 wird darauf hingewiesen, dass Mr Lloyd „jetzt eine neue Burg baue“, was darauf schließen lässt, dass die Bauarbeiten weitergingen.

### Zweite Hälfte des 19. Jahrhunderts und Beginn des 20. Jahrhunderts
Der Erbe von Lisheen Castle, John Lloyd, war stark sozial engagiert, z. B. in Komitees zur Unterstützung der Armen der Gegend. Der Tod seiner Gattin 1853 aber veranlasste ihn, nach Kanada auszuwandern. 1856 erhielt ein Sohn, Charles Henry Lloyd, Lisheen Castle und seine Ländereien. Er erwies sich als recht hartherziger Landeigner, der der hungernden Bevölkerung kein Land für eigene Nutzung zur Verfügung stellte, wie einige seiner zeitgenössischen Kollegen dies taten.
Charles Henry war dreimal verheiratet und hatte mindestens sieben Kinder aus dritter Ehe. Er starb 1887; seine Kinder waren in unterschiedliche Länder, wie England, Kanada, Südafrika, Neuseeland und  Australien ausgewandert. Lisheen Castle hatte er seinem ältesten Sohn, Charles Edward Lloyd vermacht.
Dieser wanderte kurz nach seines Vaters Tod nach Australien aus, heiratete in Melbourne eine deutschstämmige Frau und machte in der Ferne sein Glück. Lisheen Castle überließ er einem Makler aus Thurles, der es für 80 Pfund pro Jahr an Henry Hamilton verpachtete. Das Inventar war verkauft worden. Etwa von 1896 bis 1903 wohnten die Hamiltons in Lisheen Castle.
Der Wyndam Land Act von 1903 regelte den Verkauf von Land von den Landbesitzern an die Pächter. Charles Edward Lloyd, der nun in London lebte, verkaufte alle Ländereien mit Bauernhöfen mit Ausnahme von 57,2 Hektar Land rund um das Landhaus an etwa 100 Pächter. Das Landhaus selbst wurde weiterhin verpachtet.
1918 ließ ein E. F. Lloyd, wohl der Sohn von Charles Edward, das Landhaus zum Verkauf ausschreiben. Am 5. Februar dieses Jahres kaufte William Bray O’Brien das Anwesen für 3740 Pfund. Seine Gattin war Kathleen Lloyd, eine Tochter von Charles Edward Lloyd, die in Neuseeland gelebt hatte. Die einzige Tochter der beiden, Camilla, heiratete John Francis O’Meara und das Paar erhielt Lisheen Castle als Hochzeitsgeschenk.

### Brandschatzung
In der Nacht zum 29. Juni 1921 wurde das Landhaus von der IRA im Zuge des irischen Unabhängigkeitskrieges niedergebrannt. Zu dieser Zeit wohnte nur ein Hausbesorger, Patrick Sweeney, dort. Er wurde nach draußen gerufen und die Männer schlugen ein Fenster zum Salon ein, schütten Benzin hinein und zündeten es an.
John Francis O’Meara erhielt im Oktober desselben Jahres eine Entschädigung von 15.000 Pfund.
Anschließend stand das Haus 75 Jahre lang leer.
1960 übernahm die Land Commission das Anwesen und teilte das Land auf. So verlor Lisheen Castle seinen Park.

### Restaurierung
Um 1971 besuchte eine Carol Lloyd aus Kanada das Anwesen. Nach den Schilderungen ihrer Großmutter hatte sie lediglich ein paar Steine erwartet, fand aber die Struktur des Gebäudes größtenteils unbeschädigt.
1994 kauften Joan und Michael Everard das Anwesen und begannen 1996 mit der Restaurierung, die im Dezember 1999 abgeschlossen wurde. Seit 1. Mai 2000 ist das erneuerte Gebäude öffentlich zugänglich und wird als Feriendomizil vermietet.